# Expectations (album Bebe Rexhy)
Expectations – debiutancki album studyjny amerykańskiej piosenkarki Bebe Rexhy, wydany 22 czerwca 2018 roku w wytwórni Warner Bros. Records.